# Deutsches Meisterschaftsrudern 1944
Das 57. Deutsche Meisterschaftsrudern wurde 1944 in Wien ausgetragen. Im Vergleich zum Vorjahr gab es im Meisterschaftsprogramm keine Änderungen. Es wurden Medaillen in 11 Bootsklassen vergeben. Davon 8 bei den Männern und 3 bei den Frauen.

## Medaillengewinner

### Männer
| Bootsklasse                           | Gold | Silber | Bronze |
| ------------------------------------- | --- | --- | --- |
| Einer                                 | Heinz Edler (Berliner RV von 1876) | Kurt Watzke (RV Nautilus Klagenfurt) | Rolf Rigo (RC Titania Charlottenburg) |
| Doppelzweier                          | Rgm. Potsdamer RC / WSV Beuel Alfred Großkopf Franz Skoda | Berliner RV von 1876 Heinz Edler Freimut Henkel | Rgm. RC Titania Charlottenburg / ARC Rhenus Bonn Rolf Rigo Karl Broockmann |
| Zweier ohne Steuermann                | Mannheimer RV Amicitia von 1876 Helmut Barniske Rudi Bosch | Keine weiteren Boote am Start. | Keine weiteren Boote am Start. |
| Vierer ohne Steuermann                | Rgm. Berlin-Grünau Joseph Schwarz Werner Beesel Walter Combes Erich Combes | Rgm. RG Breslau / RV Wratislavia Breslau Hans-Otto Kuhlmann unbekannt | Rgm. Wiener RV Donauhort / RV Friesen / Erster Wiener RC Lia / RV Triton-Pirat Wien Robert Dworak unbekannt |
| Vierer mit Steuermann                 | Rgm. Berliner RC / RK Vineta Potsdam / RK am Wannsee Hans-Joachim Hannemann Werner Küntzel Hans Wirth Heinz Krohne Dieter Arend (Stm.)                                                             | Rgm. Neuruppiner RC / WSV Beuel Günter Lamprecht Franz Skoda Eberhard Rossmann Joachim Mellmann Arnim Stübner (Stm.)                                                                               | Rgm. HJ Berlin unbekannt unbekannt (Stm.) |
| Achter                                | Rgm. Mannheimer RV Amicitia von 1876 / SOEA Uni Heidelberg Raimar Wittig Josef Kapp Wolfgang Becker Erwin Berberich H.-J. Neuerburg Gerhard Reichert Helmut Barniske Rudi Bosch Willi Grötz (Stm.) | RK Vineta Potsdam Siegfried Woisnitzer Wolfgang Haentsch Witho von Malsen und Ponikau Günther Hedtke Karl-Heinz Schlaack Siegfried Kuhlmey-Becker Karl Altmann Christoph Brust Werner Hieke (Stm.) | Rgm. Berliner RC / RK Vineta Potsdam / RG Wiking Berlin / RK am Wannsee Horst Korth Heinz Krohne Julius Lienau Hans Wirth Otto Bohnhardt Werner Küntzel Hans-Joachim Hannemann Helmut Baltrusch Dieter Arend (Stm.) |
| Leichtgewichts-Einer                  | Alfred Großkopf (Potsdamer RC) | Heinz Starke (Roßlauer RG) | Herbert Linke (ATV Berlin) |
| Leichtgewichts-Vierer ohne Steuermann | Rgm. Wiener RK Argonauten / RV Friesen / Erster Wiener RC Lia / RV Triton-Pirat Wien Cech Brey Krenn Wolfgang Dworzak                                                                              | Rgm. ARC Rhenus Bonn / Uni Bonn unbekannt | Keine weiteren Boote am Start. |

### Frauen
| Bootsklasse                 | Gold | Silber                                                          | Bronze                                                        |
| --------------------------- | --- | --------------------------------------------------------------- | ------------------------------------------------------------- |
| Einer                       | Gerda Haake (Ruderbund Froh Volk) | Gisela Pehl (RK Hansa Bernburg)                                 | Gisela Raddatz (Potsdamer RC)                                 |
| Doppelzweier                | VfB Reichspost Stettin 08 Grete Rübe Rosemarie Wächter                                                                                | RK Vineta Potsdam Käthe Braune Christine Helm                   | Hamburger Ruderinnen-Club von 1925 Ellen Kranich Rose Renk    |
| Doppelvierer mit Steuerfrau | Rgm. ARC Breslau / Post-SG Stephan / RV Wratislavia Breslau Anni Müller Ella Droth Annemarie Hendrick Mia Becker Elsa Simosseg (Stf.) | Rgm. Post-SG Berlin / Post-SV Bremen unbekannt unbekannt (Stf.) | Frankfurter RSV Sachsenhausen 1898 unbekannt unbekannt (Stf.) |